# Oligia christophi
Oligia christophi là một loài bướm đêm trong họ Noctuidae.